# Oscar Ghiglia (Maler)
Oscar Ghiglia (* 23. August 1876 in Livorno; † 14. Juni 1945 in Florenz) war ein italienischer Maler. Er war unter anderem Schüler von Giovanni Fattori, und in seiner Studienzeit Freund von Amedeo Modigliani. Durch Fattori stand er in der Nachfolge der Macchiaioli, sein Werk ist jedoch vor allem durch französische Stilrichtungen beeinflusst.

## Leben und Werk
Ghiglias Familie stammte aus Turin. Nach dem frühen Tod seines Vaters musste er schon früh Gelegenheitsarbeiten, unter anderem als Straßenhändler, verrichten. Als Maler war Ghiglia zunächst Autodidakt, gelegentlich besuchte er die Ateliers von Guglielmo Micheli und Ugo Manaresi in Livorno. Er wurde ein Freund von Amedeo Modigliani, mit dem er die Malklasse besuchte, sowie von Llewelyn Lloyd und Anthony De Witt. Mit Modigliani entstand 1901, als dieser auf Capri und in Venedig weilte, ein für Modiglianis Biographie bedeutender Briefwechsel.

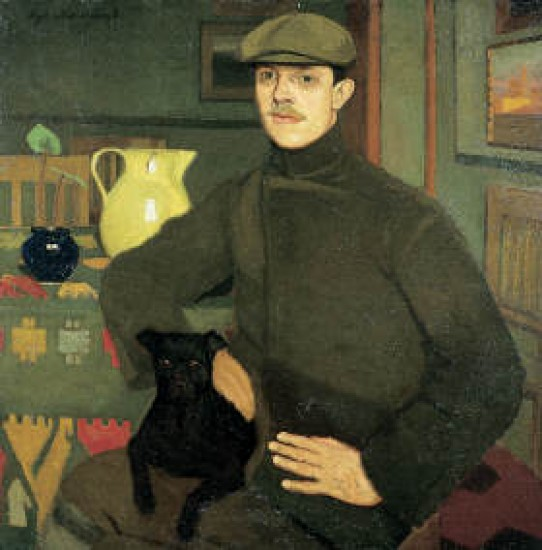
Oscar Ghiglia: Porträt Paul Alexander (1909)

Im Jahre 1900 schrieb sich Ghiglia, nach Ermutigung durch Giovanni Fattori, an der Scuola Libera del Nudo in Florenz ein. Er wohnte 1902 zeitweise mit Modigliani in Florenz zusammen. 1901 debütiert er bei der Biennale in Venedig mit einem Selbstbildnis. Weiter Ausstellungen folgten (Primavera Fiorentina, 1903; Biennale Venedig 1903; Palazzo Corsini, 1904). In Florenz hatte Ghiglia Kontakt zu Intellektuellen um die Zeitschrift Leonardo (Giovanni Papini, Giuseppe Prezzolini, Ugo Ojetti, Ardengo Soffici). Er war zunächst von den Präraffaeliten, Böcklin und Franz von Stuck beeinflusst, und malte viele Porträts. Später studierte er die französischen Symbolisten Bonnard, Vallotton, Vuillard und Denis. 1909 traf er den florentiner Maler und Sammler Gustavo Sforni, der ihn mehrere Jahre lang unterstützte.
1914 ging Ghiglia nach Castiglioncello, wo er sich auf Innenraumansichten und Stillleben im Stile Cézannes konzentrierte. 1918 kehrte er nach Florenz zurück. Er nahm 1920 er an der Gruppenausstellung Arte Italiana Contemporanea in der Galleria Pesaro in Mailand, und 1926 an der ersten Mostra del Novecento Italiano teil. 1929 hatte die erste eigene Ausstellung in der Galleria Pesaro. Seine letzten Lebensjahre verbrachte er in wachsender Isolierung. Ghiglia starb 1945 in Florenz.
Seine Werke befinden sich heute vor allem in Privatsammlungen. Sein Sohn Valentino Ghiglia war ebenfalls Maler, sein Enkel ist der Gitarrist Oscar Ghiglia.